# Edifici de paller (la Vall de Boí)
L'Edifici de paller és una obra de la Vall de Boí (Alta Ribagorça) inclosa a l'Inventari del Patrimoni Arquitectònic de Catalunya.

## Descripció
Edifici de planta rectangular, cobert a dos vessants, amb un dels testers formant mitgera amb el paller de Casa Vidal.
A la façana sud hi ha una porta gran i dues obertures grans a nivell del paller del primer pis.
Tot i ser de propietat i origen diferent, a nivell visual forma conjunt amb els pallers de Casa Vidal.